# Fucales
A Fucales a barnamoszatok (Phaeophyceae) osztályának rendje. Családjai listája és az algák további taxonómiai információi elérhetők az AlgaeBase-en.
A Phaeophyceae osztály az Ochrophytina tagja. Előbbi neve a görög φαιος (barna) és a φυτον, növény szavakból származik. Tagjai közt van a legnagyobb tengeri élőlények egy része, más tagjai kicsik és finom szerkezetűek.

## Morfológia

### Sejt
Lemezes kloroplasztiszában nincs pirenoid.

#### Sejtfal
Szulfatált fukánjai hosszú váltakozó α-(1→3) és α-(1→4)-l-fukózzal rendelkeznek 1, illetve 2 szulfátcsoporttal, szemben a tengeri gerinctelenekéhez hasonlító és csak 1 szulfátcsoportot tartalmazó α(1→3)-l-fukózt tartalmazó Laminariales- és Ectocarpales-fukánokkal. Sejtfalukban a fukóztartalmú szulfatált poliszacharidok (FCSP) a cellulózszerkezetet közrezárja, míg az alginát-fenol kapcsolatok a ridegségben fontosak. Az FCSP-k egy része a cellulózszálakkal szoros kapcsolatban van.
A Himanthalia elongata különleges fukánokkal rendelkezik, melyekben a 2. és a 3. oxigénatomon van a szulfátcsoportok többsége a 4.-en lévő kisebbség mellett. A Laminarialeshez és az Ectocarpaleshez hasonlít abban, hogy csak α-(1→3)-kapcsolt fukózokkal rendelkezik. Több szulfátot tartalmazó fukoidánjaik fejlődése pedig fontos lehetett a magasabb árapályzónában való megjelenésükhöz, mely magasabb ozmotikus stresszhez való adaptációt igényelt.

### Szervezet
Apikális sejtnövekedés és parenchimás sporofiton jellemzi. Nemzedékváltakozása nincs, ivarsejtjei meiózissal keletkeznek. A merisztoderma 5–6 kis poliéderes, a kéreg 8–15 nyújtott sejtből álló rétegből áll, a velőszakaszból septummal elválasztott, levegővel telt üregek indulnak ki.

## Csoportok
Ide tartoznak gyakori littorális fajok, a rend tagjai a hínárokra jellemző szerkezetűek gyökérrel, törzzsel és laminával. Ez gyakran igen elágazó, és lehetnek gázzal telt hólyagjai. Az apikális sejtek osztódásával nőnek.
Oogámak – a kis hímivarsejt a nagy petesejttel egyesül.

## Filogenetika
Közös őse volt az Ectocarpales és a Laminariales rendekkel. A Silvetia siliquosa a Fucus vesiculosustól a késő miocénben válhatott el mintegy 8 millió évvel ezelőtt.

## Genomika
A cox2 génben nagy kereten belüli inzertáció, mely csak a Fucales, Desmarestiales, Laminariales és Ectocarpales rendekben (a barnamoszatok koronacsoportjában) található meg, feltehetően ezek közös ősében történhetett.

### Kloroplasztisz
Kloroplasztisz-DNS-ük 124 068–124 986 bp-os, GC-tartalma 28,9–31,1%, 6 rRNS-, 28 tRNS-, 137 igazolt fehérjekódoló génjük van, a teljes genomban 173 gén van. Mivel vannak olyan gének, melyek más sárgásmoszatok (például Xanthophyceae, Bacillariophyceae) ptDNS-ében megtalálhatók, de a Fucalesben és a Laminarialesben nem, feltehetően a barnamoszatok közös őse genomjában jelen voltak e gének.
Startkodonhasználatuk változó: míg a Coccophora langsdorfii 139 fehérjekódoló vagy feltételezett fehérjekódoló génjéből 137-ben ATG, 2-ben (rps8, rpl3) ATT, a Fucus vesiculosusban 136 startkodon ATG, 2 (psbF, rpl3) GTG, 1 (orf76) ATT, a Sargassum horneriben 138 startkodon ATG, 1 (psbF) GTG, míg a Sargassum thunbergiiben 136 ATG, 2 (psbF, rpl3) GTG, 1 (rps18) TTG. A fehérjekódoló gének mintegy 5%-ában a stopkodon TGA, 16,5%-ában TGA.
Nem rendelkezik a fenilalanil-tRNS-szintetáz β alegységét kódoló syfB génnel, feltehetően a közös őse se rendelkezett vele.

### Mitokondrium
Mitokondriális DNS-ük 34 606–36 392 bp, GC-tartalma 34,5–36,6%, a legtöbb faj esetén 65 gént tartalmaz, de vannak 66 (C. langsdorfii) vagy 67 génes mitokondriális genomú fajok (F. vesiculosus) is. 37 fehérjekódoló génjükben ATG a startkodon, a C. langsdorfiiban egy feltételezett fehérjekódoló gén (orf379) startkodonja ATA, a F. vesiculosusban pedig GTG.

## Paraziták
A Phagomyxida csoportba tartozó Maullinia braseltonii a Durvillaea antarctica cisztaképző parazitája.

## Fontosság
Zigótái a sejtpolarizáció és az aszimmetrikus osztódás modelljei, ezzel mutatták ki a sejtfal és a célzott szekréciók szerepét a növényi rendszerek korai morfogenezisében. Ezenkívül fontos élőhelyformáló élőlények, melyek élőhelye csökken, azonban azonos fajbeli egymással nem rokon élőlények szaporításával csökkenthető ez.

## Fordítás
Ez a szócikk részben vagy egészben  a   Fucales című angol Wikipédia-szócikk ezen változatának fordításán alapul.  Az eredeti cikk szerkesztőit annak laptörténete sorolja fel. Ez a jelzés csupán a megfogalmazás eredetét és a szerzői jogokat jelzi, nem szolgál a cikkben szereplő információk forrásmegjelöléseként.